# Friedrich Svihalek
Friedrich Svihalek (* 20. Juli 1958 in Wien) ist ein österreichischer Politiker (SPÖ) und Schlagersänger. Svihalek war Abgeordneter zum Nationalrat und Amtsführender Stadtrat in Wien.

## Leben
Svihalek besuchte die Volksschule sowie die Unterstufe eines Bundesrealgymnasiums und erlernte im Anschluss den Beruf des Bürokaufmanns bei der Länderbank. In der Folge arbeitete er als Angestellter bei der Länderbank.
Seit 1999 ist Svihalek unter dem Künstlernamen SVI als Schlagersänger tätig.

## Politik
Svihalek hatte zwischen 1980 und 1988 das Amt des Bundesvorsitzenden der Gewerkschaft-der-Privatangestellten-Jugend inne und war von 1981 bis 1987 Bundesvorsitzender der ÖGB-Jugend. Er arbeitete zwischen 1986 und 1989 als Mitarbeiter in der Europäischen Kommission für Beschäftigungsfragen („Kreisky-Kommission“) und wurde 1989 zum Bezirksparteivorsitzender-Stellvertreter der SPÖ Wien-Donaustadt gewählt. 1994 übernahm er das Amt des Bezirksparteivorsitzenden.
Svihalek wurde am 1. März 1989 als Abgeordneter zum Nationalrat angelobt, dem er bis zum 6. November 1994 angehörte. Im Anschluss übernahm er am 7. November 1994 das Amt des Amtsführenden Stadtrats für Umwelt und Verkehr in der neu gebildeten Landesregierung Häupl I, das er bis 2001 führte.